# 暴走神探
《暴走神探》，曾用名《包打探手记》，乐视影业出品，由尔冬升监制，罗卓瑶执导的中华民国大陆时期背景题材电影，讲述发生在上海法租界的故事。2014年3月26日在上海车墩影视基地开机拍摄，5月28日于上海举行杀青记者会，于2015年1月16日正式上映。

## 剧情概述
上海滩，十里洋场，租界林立，妖孽辈出，钱多人傻，浮华与罪恶并存，故名“冒险家乐园”，又名“魔都”。作为租界最聪明的一名“包打探”，范如一（阮经天 饰）每天都要跟三教九流打交道，从中获取各式各样的查案信息，也因此深得老板信任。可直到有一天，在接手老板交代的一项绝密任务之后，各种意想不到的离奇事件接踵而至：军阀之女宋小乔（杨子姗 饰）遭到绑架，少年小六惨死街头，贵族学校女学生、巡捕房同事等均被卷入其中且无一幸免，范如一试图阻止无辜者被杀，结果却连他自己也始料未及，所有凶案的“头号凶嫌”，竟然是他自己！为了洗刷罪名，范如一使尽浑身解数，既要躲避来自黑道、捕房和神秘杀手的多方追捕，更要保护报童小猴和风尘盲女慧兰（周冬雨 饰），舍得一身剐，终于慢慢接近真相，可真相却比他想象的残酷得多……

## 角色人物
| 演员   | 角色   | 备注                   |
| 阮经天 | 范如一 | 上海公共租界巡捕房巡捕 |
| 周冬雨 | 慧 兰  | 盲女                   |
| 杨子姗 | 宋小乔 | 富家女                 |
| 杨 洋  | 占士吴 |                        |
| 高 捷  | 老闆   |                        |
| 赵立新 | 總管   |                        |
| 晋 松  | 霹靂炮 |                        |
| 张静静 | 密司王 |                        |
| 刘仪伟 | 笑面虎 |                        |
| 杜海涛 |        | 主筆                   |
| 郭秋成 | 趙寧   |                        |

## 宣传
2014年9月19日发布首款预告片，正式曝光主演造型。11月3日在澳门举行发布会，导演罗卓瑶、编剧方令正、主演阮经天、周冬雨、杨子姗，以及制片人张昭、监制尔冬升出席。11月27日发布玩命黑马版预告和海报。12月5日发布一款“潜意识海报”。12月18日在北京召开发布会，众主创出席，会上宣布上映日期更改为2015年1月16日，并将发起大规模的点映和主题专场。12月31日发布“摩登版”海报。2015年1月12日在上海举行首映，阮经天、周冬雨、杨洋出席首映酒会。1月14日曝光时装海报。

## 花絮
片中一场阮经天抱周冬雨跑的戏，拍了22遍才过。
杨洋与杨子姗的一场吻戏，杨洋因紧张脸憋的通红。

## 评价
《暴走神探》的美术和服装都呈现出了与无厘头的故事相符的风格，影片开场的画面浓艳生硬，显然是在戏仿“上色老照片”的效果。为影片奠定了荒唐戏谑的视觉效果。可以说，《暴走神探》格局虽小，背后花的心思却一点不少。《暴走神探》有一个不符实的类型化片名，它的戏魂却是知识分子对热血革命反讽和自嘲。这是一部不合时宜的戏，罗卓瑶和方令正在故事之下要表达的，是一种知识分子的自嘲。在一部商业元素堆积的影片中，他们仍然体现出了知识分子的那点小情趣，尽管这一切显得有些分裂。

## 票房
1月16日在中国大陆上映，首周三日票房共1460万元，至2月1日共2470万元。
2015年3月26日在香港一間戲院上映，首日票房共65港元，有一名觀眾。